# Корнієнко Микола Тихонович
Микола Тихонович Корнієнко (10 березня 1927, село Марківка, тепер смт. Марківського району Луганської області — 12 січня 1984, Криворізький район Дніпропетровської області) — український радянський діяч, директор держплемзаводу «Червоний шахтар» Криворізького району Дніпропетровської області. Депутат ВР УРСР 10-го скликання.

## Біографія
Народився в селянській родині на Луганщині. Уся родина, за виключенням матері Корнієнко (Колєсник) Ганни Василівни померла у Голодомор (четверо братів та сестра). Батько — Корнієнко Тихін Карпович, розстріляний органами ОГПУ у 1932 році.
Трудову діяльність розпочав у 1943 році трактористом вівцеплемрадгоспу «Айдар» Марківського району Ворошиловградської області. У 1946 році закінчив курси механіків. У 1946—1949 роках — механік вівцеплемрадгоспу «Айдар» Марківського району Ворошиловградської області.
Член ВКП(б) з 1949 року.
У 1949—1957 роках — головний механік, механік ферми радгоспу «Червоний шахтар» Криворізького району Дніпропетровської області. З 1957 року — головний механік племзаводу «Червоний шахтар» Криворізького району Дніпропетровської області.
У 1958—1960 роках — студент Кіровоградського технікуму механізації сільського господарства.
У 1960—1968 роках — головний інженер державного племзаводу «Червоний шахтар» Криворізького району Дніпропетровської області.
У 1967 році без відриву від виробництва закінчив Дніпропетровський сільськогосподарський інститут.
У 1968—1977 роках — директор радгоспу «Інгулецький» Криворізького району Дніпропетровської області.
У 1968 — січні 1984 року — директор державного племзаводу «Червоний шахтар» Криворізького району Дніпропетровської області.
Помер після важкої хвороби.

## Нагороди
- орден Леніна
- орден Трудового Червоного Прапора
- орден «Знак Пошани»
- медалі